# Tibor Škerlak
Tibor Škerlak, slovenski kemik, * 1913, † 8. julij 1992, Sarajevo, Bosna in Hercegovina.
V obdobju med vojnama je doktoriral na takratni Tehniški visoki šoli v Münchnu (zdaj Tehniška univerza v Münchnu). Poročil se je z literarno zgodovinarko Marjo Boršnik. Ob izbruhu druge svetovne vojne so ga aretirali Italijani in obsodili na smrt, a je ušel iz ječe in se vključil v narodnoosvobodilni boj, zakon z Marjo Boršnik, ki je leta 1943 rodila njuno hčer Francko, pa je zaradi večletne ločitve v vojnih razmerah razpadel. Po pobegu se je z bodočo drugo ženo, pravnico in ekonomistko Silvo Exel Škerlak, spet vključil v odporniško gibanje, leta 1944 pa je bil zajet in poslan v koncentracijsko taborišče Dachau. Kasneje so aretirali tudi njegovo ženo, ki pa je ravno v tem obdobju rodila njuno hčer, zato jo je Gestapo izpustil.
Po osvoboditvi leta 1945 je Škerlak postal docent za teoretično in fizikalno kemijo na Tehniški fakulteti v Ljubljani, kjer se je med drugim z Borisom Krajncem posvečal potencialu aromatizacije nafte. Nekaj let kasneje se je zapletel v konflikt z oblastjo, zaradi podpore resoluciji Informbiroja je bil leta 1949 aretiran, izključen z univerze in poslan na Goli otok. Njegova žena se takrat kljub pritiskom ni želela ločiti od njega, zato je izgubila službo v Planski komisiji. Na Golem otoku je ostal interniran do leta 1951, nekaj let kasneje pa je dobil položaj izrednega profesorja fizikalne kemije na Katedri za kemijo Filozofske fakultete v Sarajevu, zato se je z družino preselil v Sarajevo.
V Sarajevu je ostal do konca življenja. Znan je bil kot mentor številnih diplomantov in, v kasnejšem obdobju, tudi po prenašanju znanja proizvodnim inženirjem. Leta 1964 je bil izvoljen za rednega profesorja na Naravoslovno-matematični fakulteti v Sarajevu, kjer je ustanovil Katedro za fizikalno kemijo in jo vrsto let vodil, vzpostavil pa je tudi podiplomski program »Kinetika in kataliza«. Upokojil se je leta 1984.
V začetku julija 1992, na začetku obleganja Sarajeva med vojno v Bosni in Hercegovini, ga je ob prečkanju ulice ubil ostrostrelec. Posthumno ga je Univerza v Ljubljani leta 1998 rehabilitirala.